# Hermann Albrecht
Hermann Albrecht (Baisweil, Ostallgäu, 1961. szeptember 1. –) német nemzetközi labdarúgó-játékvezető. Egyéb foglalkozása: egy lakásépítő szövetkezet munkatársa

## Pályafutása

### Nemzeti játékvezetés
1985-ben Kaufbeurben szerezte meg a játékvezetői vizsgát, majd különböző labdarúgó osztályokban szerezte meg a szükséges tapasztalatokat, 1987-től a második nemzeti liga játékvezetője. 1989-ben debütált a német első liga bajnoki mérkőzésén, majd 2005-ben a 45 éves korhatár elérésével fejezte be aktív nemzeti pályafutását. A német örök ranglistán az ötödik legtöbbet foglalkoztatott játékvezető, az első dr. Markus Merk 268 mérkőzéssel. A mai napig is vezet mérkőzéseket alacsonyabb osztályokban. Első ligás mérkőzéseinek száma: 192.

#### Nemzeti kupamérkőzések
Vezetett Kupa-döntők száma: 1.

##### Német Kupa
| Időpont         | Helyszín                 | Mérkőzés típusa | Mérkőzés                         | Eredmény |
| --------------- | ------------------------ | --------------- | -------------------------------- | -------- |
| 2001. május 26. | Olimpiai Stadion, Berlin | döntő           | FC Schalke 04–1. FC Union Berlin | 2 : 0    |

### Nemzetközi játékvezetés
A Német labdarúgó-szövetség (DFB) Játékvezető Bizottsága (JB) terjesztette fel nemzetközi játékvezetőnek, a Nemzetközi Labdarúgó-szövetség (FIFA) 1993-tól tartotta nyilván bírói keretében, és ezt a pozícióját 2003-ig sikeresen megőrizte. Több válogatott és nemzetközi klubmérkőzést vezetett. A német nemzetközi játékvezetők rangsorában, a világbajnokság-Európa-bajnokság sorrendjében többedmagával a 20. helyet foglalja el 4 találkozó szolgálatával. Válogatott mérkőzéseinek száma: 10.

#### Világbajnokság

##### U20-as labdarúgó-világbajnokság
Katar rendezte az 1995-ös ifjúsági labdarúgó-világbajnokságra a FIFA JB bírói szolgálattal bízta meg. 
| Időpont           | Helyszín                       | Mérkőzés típusa              | Mérkőzés                | Eredmény | Nézők száma |
| ----------------- | ------------------------------ | ---------------------------- | ----------------------- | -------- | ----------- |
| 1995. április 13. | Khalifa Olimpiai Stadion, Doha | csoportmérkőzés (A. csoport) | Katar–Oroszország       | 1 : 1    | 65 000      |
| 1995. április 20. | Khalifa Olimpiai Stadion, Doha | csoportmérkőzés (C. csoport) | Hollandia–Portugália    | 0 : 3    | 4 000       |
| 1995. április 23. | Khalifa Olimpiai Stadion, Doha | negyeddöntő                  | Brazília–Japán          | 2 : 1    | 5 000       |
| 1995. április 25. | Khalifa Olimpiai Stadion, Doha | elődöntő                     | Spanyolország–Argentína | 0 : 3    | 10 000      |

---
A világbajnoki döntőhöz vezető úton Franciaországba a XVI., az 1998-as labdarúgó-világbajnokságra a FIFA JB játékvezetőként alkalmazta.

##### Selejtező mérkőzés
| Időpont        | Helyszín                       | Mérkőzés típusa           | Mérkőzés          | Eredmény | Nézők száma |
| -------------- | ------------------------------ | ------------------------- | ----------------- | -------- | ----------- |
| 1996. június . | Crvena Zvezda Stadion, Belgrád | előselejtező (6. csoport) | Jugoszlávia–Málta | 6 : 0    | 11 611      |

#### Európa-bajnokság

##### U16-os labdarúgó-Európa-bajnokság
Írország-ban rendezték az 1994-es U16-os labdarúgó-Európa-bajnokságot, ahol a FIFA Játékvezető Bizottsága (JB) játékvezetőként foglalkoztatta. Az Európa-bajnokság több kiírásának selejtezőiben játékvezetőként szolgálta a labdarúgást.
---
Három európai-labdarúgó torna döntőjéhez vezető úton Angliába a X., az 1996-os labdarúgó-Európa-bajnokságra, Belgiumba és Hollandiába a XI., a 2000-es labdarúgó-Európa-bajnokságra, illetve Portugáliába a XII., a 2004-es labdarúgó-Európa-bajnokság ra az UEFA JB játékvezetőként foglalkoztatta.

##### 1996-os labdarúgó-Európa-bajnokság

###### Selejtező mérkőzés
| Időpont            | Helyszín                   | Mérkőzés típusa           | Mérkőzés              | Eredmény | Nézők száma |
| ------------------ | -------------------------- | ------------------------- | --------------------- | -------- | ----------- |
| 1994. december 14. | Olimpiai Stadion, Helsinki | előselejtező (8. csoport) | Finnország–San Marino | 4 : 1    | 3 140       |

##### 2000-es labdarúgó-Európa-bajnokság

###### Selejtező mérkőzés
| Időpont         | Helyszín                  | Mérkőzés típusa           | Mérkőzés            | Eredmény | Nézők száma |
| --------------- | ------------------------- | ------------------------- | ------------------- | -------- | ----------- |
| 1999. június 9. | Kadriorg Stadion, Tallinn | előselejtező (9. csoport) | Észtország–Litvánia | 1 : 2    | 2 000       |

##### 2004-es labdarúgó-Európa-bajnokság

###### Selejtező mérkőzés
| Időpont         | Helyszín               | Mérkőzés típusa           | Mérkőzés             | Eredmény | Nézők száma |
| --------------- | ---------------------- | ------------------------- | -------------------- | -------- | ----------- |
| 2003. június 7. | Központi Stadion, Lviv | előselejtező (6. csoport) | Ukrajna–Örményország | 4 : 3    | 28 000      |

#### Universiade
1993-ban a FIFA meghívta az USA-ban rendezett egyetemi-, főiskolai labdarúgó tornára.

## Sportvezetőként
Visszavonulását követően a német Labdarúgó-szövetség (DFB) JB országos játékvezető ellenőre.

## Magyar vonatkozás
| Időpont          | Helyszín             | Mérkőzés típusa              | Mérkőzés                | Eredmény | Nézők száma |
| ---------------- | -------------------- | ---------------------------- | ----------------------- | -------- | ----------- |
| 1997. április 2. | Népstadion, Budapest | felkészülési (710. mérkőzés) | Magyarország–Ausztrália | 1 : 3    | 10 416      |